# Église Saint-Nicolas de Bogoševci
Pour les articles homonymes, voir Église Saint-Nicolas.
L'église Saint-Nicolas de Bogoševci (en serbe cyrillique : Црква светог Николе у Богошевцима ; en serbe latin : Crkva svetog Nikole u Bogoševcima) est une église orthodoxe serbe située sur le territoire du hameau de Bogoševci, au Kosovo, près de Prizren. Construite dans la seconde moitié du XVIIe siècle, elle dépend de l'éparchie de Ras-Prizren et est inscrite sur la liste des monuments culturels d'importance exceptionnelle de la république de Serbie.

## Présentation
L'église Saint-Nicolas est située dans le cimetière du hameau de Bogoševci, sur un plateau qui domine une rivière. Elle est constituée d'une nef unique dotée d'une voûte en berceau et éclairée par deux fenêtres, l'une au sud de l'édifice et l'autre à l'est, le mur nord étant dépourvu d'ouverture. La nef est prolongée par une abside qui abrite un autel et une prothésis et qui, à l'extérieur, se présente comme une structure à trois pans. Plus récemment, l'église a été prolongée d'un narthex au-dessus duquel s'élève un clocher en bois.
L'église est décorée de fresques datant de la fin du XVIIe siècle, réalisées par un peintre inconnu et bien préservées. Parmi celles-ci, on peut citer un portrait de l'archange Saint Michel et une représentation de la Sainte Parascève. L'église abrite également une icône représentant Sainte Barbe et une iconostase elle aussi décorée d'icônes, sans doute du même auteur que les fresques.
Des travaux de restauration ont été effectués sur l'église en 1959 et 1960.